# Хибриден автомобил
Хибридният автомобил е вид автомобил, използващ две или повече системи за задвижване от различни типове – електрически мотор(и) и двигател(и) с вътрешно горене.
Първият модерен сериен автомобил, разполагащ с тази технология, е „Тойота Приус“. Тя разчита на съвместната работа между ДВГ и електрически двигател, захранван от метал-хидридни батерии. Използва се патентована серийно-паралелна кинематична схема, наречена синерджи драйв, която подобрява ефективността, като позволява паралелно предаване на въртящия момент към двигателните оси и от двигателя с вътрешно горене, и от тяговия електродвигател. В първите модели на Приус се използва около 1 kg неодим и 15 kg лантан за NiMH батериите, което води до оскъпяване на колата, но от постигнатите икономии на гориво инвестицията се връща. Първият масов хибрид „Приус“ се появява през 1997 г. и натрупва голяма преднина по отношение на продажбите и технологичното развитие. Оттогава „Тойота“ е продала над 1,7 млн. хибридни автомобила, които са спестили на атмосферата приблизително 9 млн. тона въглероден диоксид. Второто поколение на модела е представено през 2003 година. Най-новата стъпка в развитието на Prius се нарича Prius Plug-in Hybrid, при който от Toyota Motor Corporation са заложили минимум свободен пробег на електрическа енергия от 20 километра (23.4 километра тестови резултат), което в комбинация с очакваното време за пълен заряд на батерията от около 2 часа, превръща колата в подходящо средство за ежедневна употреба в градски условия.

## История
Първият хибриден автомобил е създаден през 1899 г. от Фердинанд Порше и Якоб Лонер, но поради многото си недостатъци дълго време идеята не търпи развитие. Първите внедрени (главно в жп транспорта) хибриди са от последователен (сериен) тип – при тях ДВГ завърта генератор, който захранва електрически двигател, задвижващ трансмисията. Задаващата се енергийна криза в началото на 21 век и все по-високите екологични изисквания принуждава голяма част от производителите на автомобили да започнат разработката и внедряването на хибридно задвижване.